# Dong Nai
Dong Nai (på vietnamesiska Đồng Nai) är en provins i södra Vietnam. Provinsen består av stadsdistrikten Bien Hoa (huvudstaden) och Long Khanh samt nio landsbygdsdistrikt: Cam My, Dinh Quan, Long Thanh, Nhon Trach, Tan Phu, Thong Nhat, Trang Bom, Vinh Cuu och Xuan Loc.